# 塔拉西夫卡 (卡緬涅茨-波多利斯基區)
48°36′27″N 26°40′18″E / 48.60750°N 26.67167°E

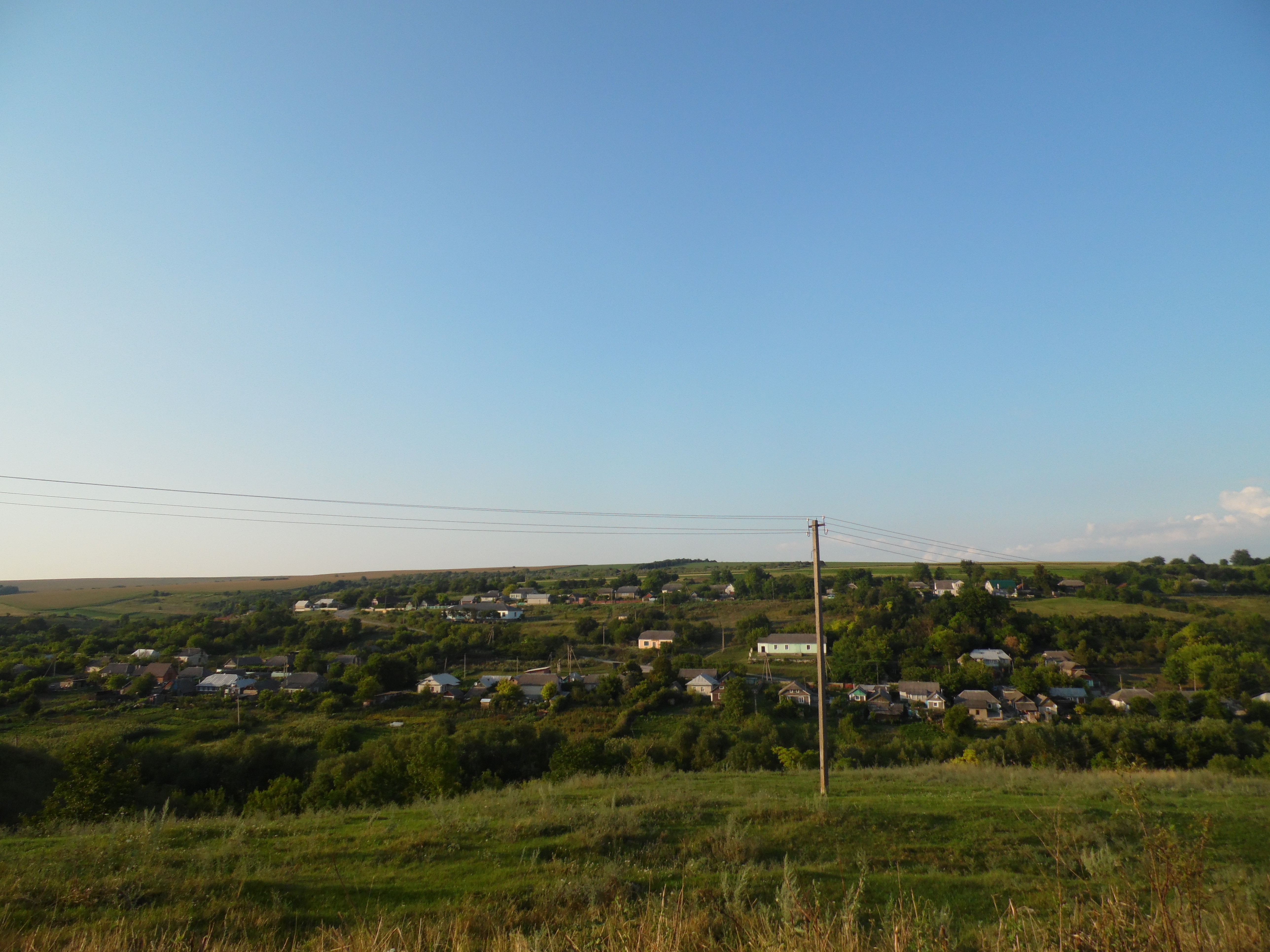

塔拉西夫卡（烏克蘭語：Тарасівка），是烏克蘭的村落，位於該國西部赫梅利尼茨基州，由卡緬涅茨-波多利斯基區負責管轄，始建於1760年，面積0.12平方公里，2001年人口490。